# Petits peuples du Nord de la Russie

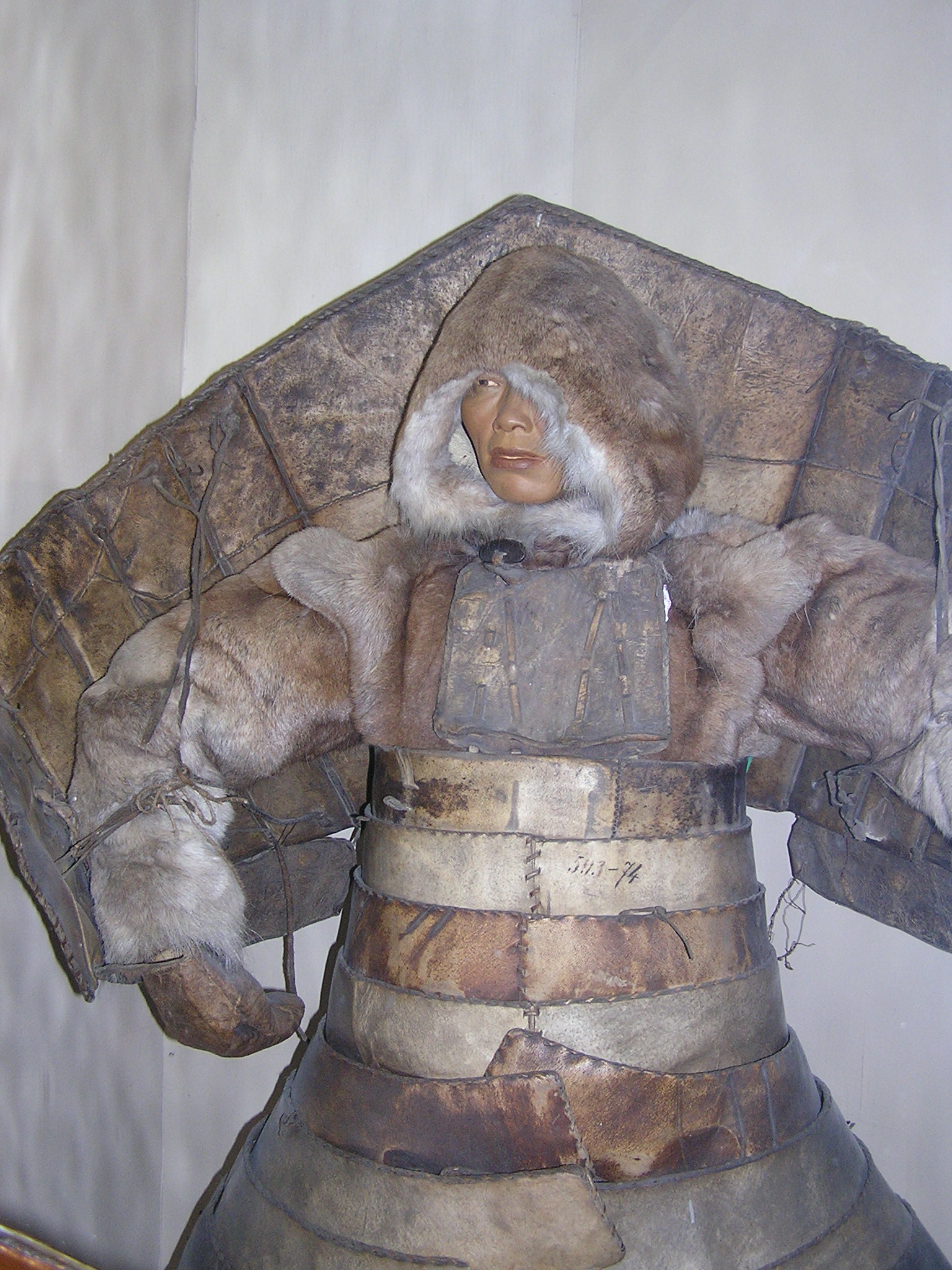
Armure traditionnelle en cuir du Grand Nord (Musée d'ethnographie et d'anthropologie Pierre le Grand, Saint-Pétersbourg)

La dénomination « petits peuples indigènes du Nord, de Sibérie et d'Extrême-Orient de la fédération de Russie ») (en russe : коренные, малочисленные народы Севера, Сибири и Дальнего Востока Российской Федерации, souvent abrégée « petits peuples du Nord de la Russie » (en russe : малочисленные народы Севера), est une dénomination administrative de la fédération de Russie utilisée pour désigner les peuples autochtones vivant dans le Grand Nord de la Russie, en Sibérie et en Extrême-Orient et totalisant chacun moins de 50 000 membres. On les appelle aussi plus simplement peuples indigènes du Nord.
Selon Christian Grataloup (2023), les peuples de l'Arctique, au-delà du cercle polaire nord, n'ont sans doute jamais (en 2024 comme en 1000) été quantitativement importants, environ 150 000 Inuits, 90 000 Samis et 100 000 petits peuples de l'Arctique russe.

## Définition
Actuellement, 40 peuples indigènes sont officiellement répertoriés dans le registre unique des petits peuples indigènes (russe : единый перечень коренных, малочисленных народов Российской Федерации), qui en compte 46 au total (six d'entre eux n'habitent pas dans le Grand Nord ou dans des territoires assimilés). Par ailleurs, les Komi-Ijemtsy ou Izvatas, un sous-groupe des Komis, cherchent à être reconnus en tant que peuple indigène du Nord distinct.

## Liste des peuples indigènes
Les peuples indigènes considérés sont présentés dans la liste ci-dessous regroupés par types de langue suivant la classification administrative russe. L'effectif des populations listées est indiqué entre parenthèses d'après le recensement de 2010.
Langues toungouses-mandchoues
- Evenks (эвенки) (37.131)
- Évènes (эвены) (21.830)
- Hezhen (нанайцы) (11.671)
- Oultches (ульчи) (2.765)
- Oudéguéïs (удэгейцы) (1.452)
- Néguidales (негидальцы) (522)
- Orotches (орочи) (596)
- Oroks  (ороки) (295)

Langues finno-ougriennes
- Khantys (ханты):  Khantys-Mansis, Iamalie, (30.943)
- Mansis (манси), Khantys-Mansis (12.269)
- Vepses (*) (вепсы): République de Carélie, Oblast de Léningrad (5.936)
- Samis (саамы, саами): oblast de Oblast de Mourmansk (1.771)

Langues samoyèdes
- Nénètses (*)  (ненцы):Iamalie, Kraï de Krasnoïarsk, Khantys-Mansis, Oblast d'Arkhangelsk, République des Komis(44.640)
- Selkoupes (селькупы)(3.649)
- Nganassanes (нганасаны): Kraï de Krasnoïarsk (862)
- Énètses (*) (энцы) : Kraï de Krasnoïarsk (227)

Langues turciques
- Chors (шорцы) (12.888)
- Dolganes (долганы): Kraï de Krasnoïarsk, République de Sakha (7.885)
- Tozhu (тувинцы-тоджинцы) (4.442)
- Télenguites (теленгиты) (3.712)
- Soïotes (сойоты) (3.608)
- Koumandines (кумандинцы) (2.900)
- Téléoutes (телеуты) (2.643)
- Toubalars (тубалары) (1.965)
- Tchelkanes (челканцы) (1.181)
- Tofalars  (тофалары или тофы) (761)
- Tchoulymes (чулымцы), Oblast de Tomsk,  Kraï de Krasnoïarsk (355)

Langues paléo-asiatiques
- Tchoukches (чукчи): Tchoukotka, Oblast de Magadan, Kraï du Kamtchatka -  (15.908)
- Koriaks (коряки): Kraï du Kamtchatka, Tchoukotka, Oblast de Magadan (7.953)
- Nivkhes (нивхи) (4.466)
- Itelmènes (ительмены): Kraï du Kamtchatka, Oblast de Magadan (3.193)
- Esquimaux (Yupiks de Sibérie, Inuits) (эскимосы): Tchoukotka (1.738)
- Youkaguirs (юкагиры): République de Sakha, Tchoukotka, Oblast de Magadan (1.597)
- Kètes (кеты) (1.219)
- Tchouvanes (чуванцы): Tchoukotka, Oblast de Magadan (1.002)
- Aléoutes (алеуты): Kraï du Kamtchatka (482)
- Kéreks (кереки): Tchoukotka (4)
- Alioutors (алюторцы): Kraï du Kamtchatka (0)
- Kamchadales (камчадалы, un terme général pour la population de Kamtchatka): Kraï du Kamtchatka (1.927)

Langues sino-tibétaines
- Taz (тазы) (274)